# Ditrichophora aurifacies
Ditrichophora aurifacies är en tvåvingeart som först beskrevs av Gabriel Strobl 1893.  Ditrichophora aurifacies ingår i släktet Ditrichophora och familjen vattenflugor. Inga underarter finns listade i Catalogue of Life.